# Neuer Weg 22 (Quedlinburg)

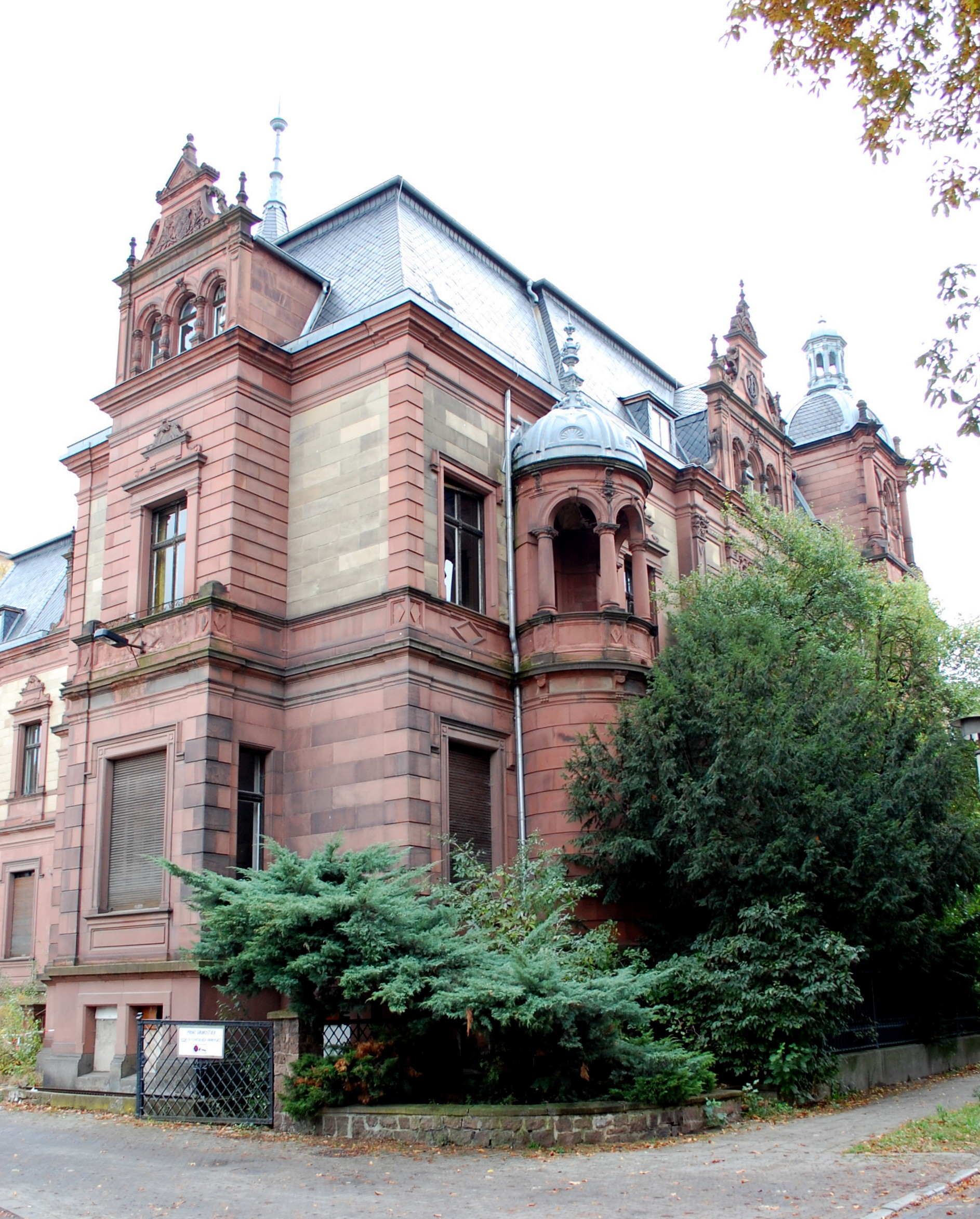
Villa Neuer Weg 22

Das Haus Neuer Weg 22 ist eine denkmalgeschützte Villa in Quedlinburg in Sachsen-Anhalt.

## Lage
Die Villa ist im Quedlinburger Denkmalverzeichnis eingetragen und befindet sich südlich der historischen Quedlinburger Altstadt.

## Architektur und Geschichte
Die Villa wurde in den Jahren 1894/95 vom Berliner Architekten Max Bel errichtet. Der Werksteinbau erfolgte für die Familie Dippe, die die direkt angrenzende Saatzuchtfirma Gebrüder Dippe betrieb. Etwas weiter südlich befindet sich die ursprünglich gleichfalls zur Familie Dippe gehörende Villa Neuer Weg 23. Die aufwendige Gestaltung des Hauses erinnert an die deutsche Schlossarchitektur der Renaissance. Besonders bemerkenswert sind die bei der Gebäudegestaltung erfolgten Steinbildhauereiarbeiten. Das Grundstück ist von einer entsprechend gestalteten Einfriedung umgeben.
Die Villa wurde nach der Enteignung der Familie Dippe im Jahre 1945 Teil des Instituts für Pflanzenzüchtung (ab 1972 Institut für Züchtungsforschung) und war Sitz der Institutsleitung. 
Das Erscheinungsbild des Hauses und des Gartens wird durch einen später an der Südseite hinzugefügten und architektonisch unpassenden, Verbindungsbau zum Haus Neuer Weg 23 beeinträchtigt. Der Zwischenbau wurde in den Jahren 1952 bis 1954 als Funktionsteil des „Instituts für Pflanzenzüchtung“ errichtet.
Nach der Auflösung des Instituts im Jahre 1991 ist das Gebäude ungenutzt und verfällt zunehmend.